# Boucerosia
Boucerosia (лат.) — род суккулентных растений семейства Кутровые (Apocynaceae), естественно произрастающий на территории Бангладеша, Индии, Мьянмы и Шри-Ланки.

## Ботаническое описание
Представители рода — суккулентные многолетние растения с редкими или богато разветвлёнными стеблями. Суккулентные зелёные цилиндрические побеги имеют ширину от 0,3 до 2 см, их оси гладкие, с четырьмя острыми или закруглёнными краями, высотой от 2 до 12 см. Побеги срастаются группами или стелются поодиночке, достигая длины до 20 см, и содержат прозрачный млечный сок. Листья растений этого рода бывают черешковыми или сидячими, их длина обычно уменьшена до 0,1–0,3 см. У некоторых видов листья быстро опадают, за исключением Boucerosia frerei, у которого листья не редуцированы и обладают листовыми пластинками длиной 2–3 см и шириной 1–1,2 см.
Цветки, обладающие неприятным запахом экскрементов, гермафродитные, радиально-симметричные, пятикратные, с двойным околоцветником. Пять чашелистиков короче трубки венчика и безволосые по краям. Пять мясистых лепестков имеют длину от 5 до 15 мм и различные формы от плоской до колокольчатой. Края лопастей венчика могут быть плоскими или загнутыми, гладкими или реснитчатыми. Внутренняя часть лепестков может иметь разнообразную окраску от зелёной до белой, кремовой или жёлтой, с бородавками или гладкой поверхностью. Внешняя сторона лепестков зелёная. Гиностемий сидячий. Вторичная коронка пурпурно-красная, разделённая на тычиночную и межтычиночную части. Прямостоячие поллинии имеют D-образную форму. Верхние плодолистики два, гладкие и свободные. Плоды — листовки, обычно расположенные парами вертикально под острым углом друг к другу. Они гладкие, имеют карандашообразную форму, тонкие, с диаметром от 4 до 6 мм и длиной от 6,5 до 10 (редко до 15) см. Семена средне-коричневого цвета имеют яйцевидную форму размером около 8 мм в длину и 4 мм в ширину. Они бескрылые и покрыты чисто белыми волосками длиной от 1 до 3 см.

## Таксономия
Boucerosia Wight & Arn., первое упоминание в Contr. Bot. India : 34 (1834).

### Синонимы
- Frerea Dalzell
- Pendulluma Plowes

### Виды
Согласно данным сайта WFO Plantlist на июнь 2023 года, род состоит из 7 видов:
- Boucerosia crenulata (Wall.) Wight & Arn.
- Boucerosia diffusa Wight
- Boucerosia frerei (G.D.Rowley) Meve & Liede
- Boucerosia indica (Wight & Arn.) Plowes
- Boucerosia pauciflora Wight
- Boucerosia procumbens (Gravely & Mayur.) Plowes
- Boucerosia umbellata (Haw.) Wight & Arn.

Таксоны находящиеся в стадии рассмотрения:
- Boucerosia penduliflora Frandsen & Aditya
- Boucerosia simonis hort. ex A.C.White & B.Sloane